# Долина роз (Болгария)

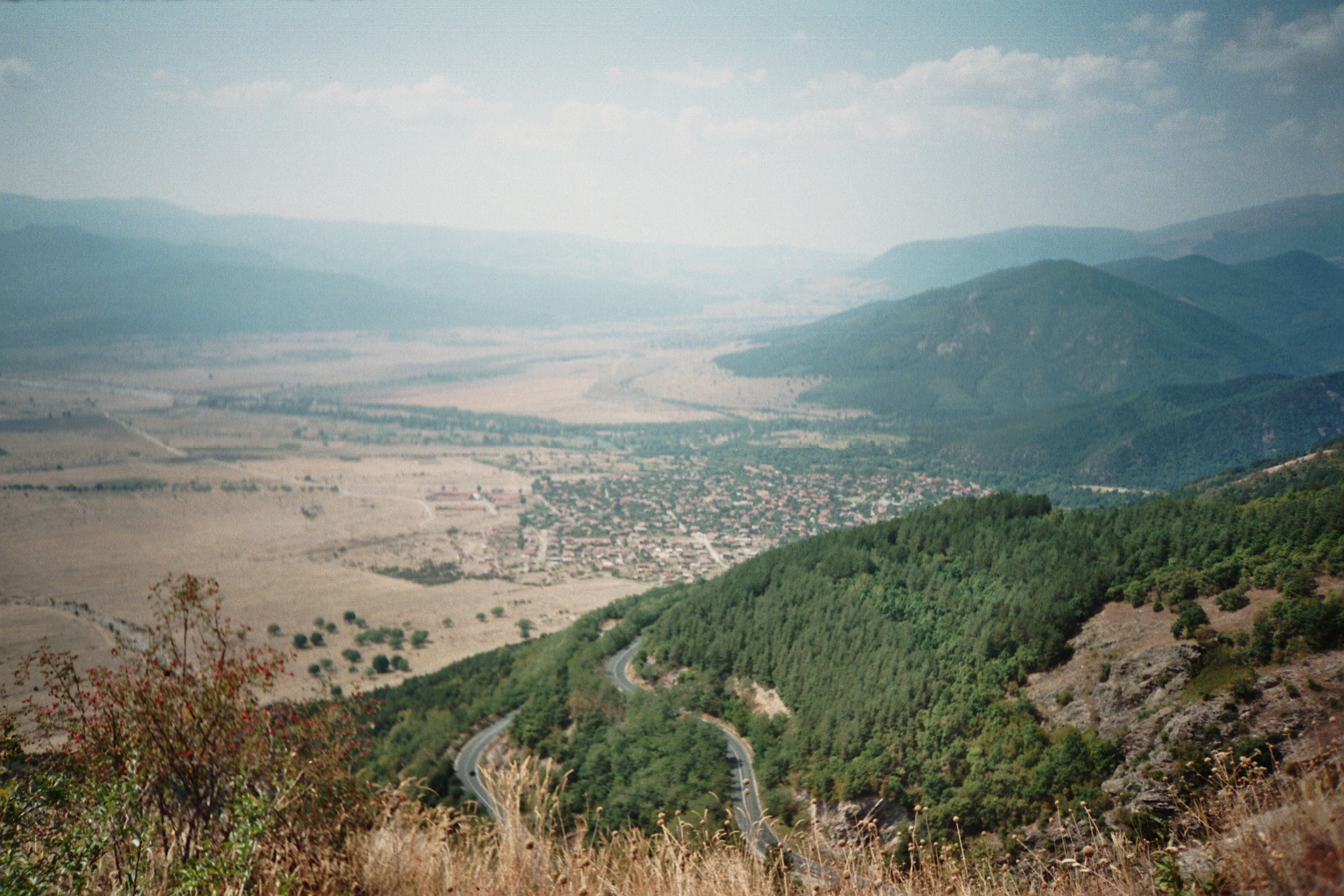
Долина роз. Вид с Троянского горного прохода

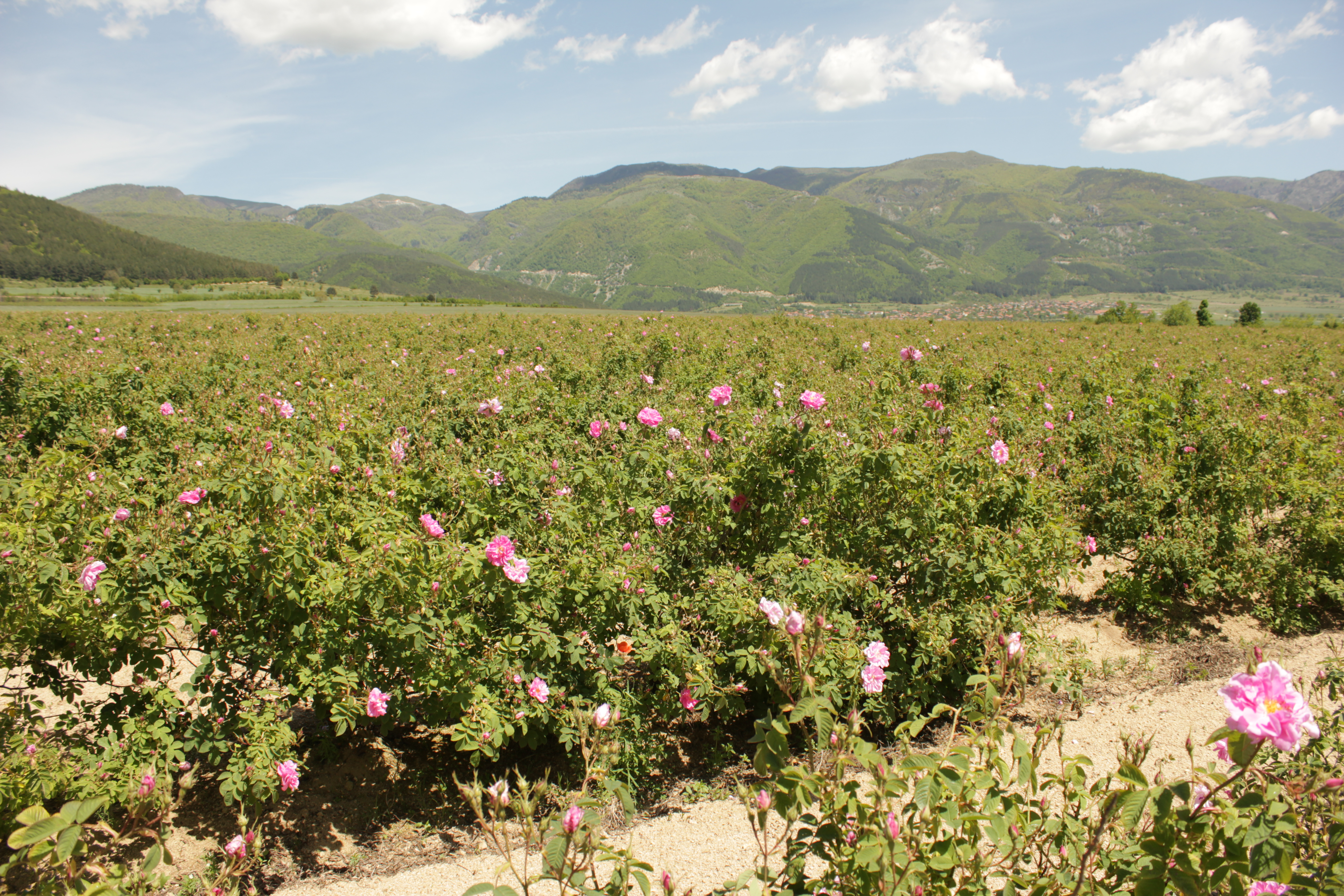
Плантации роз возле села Розино

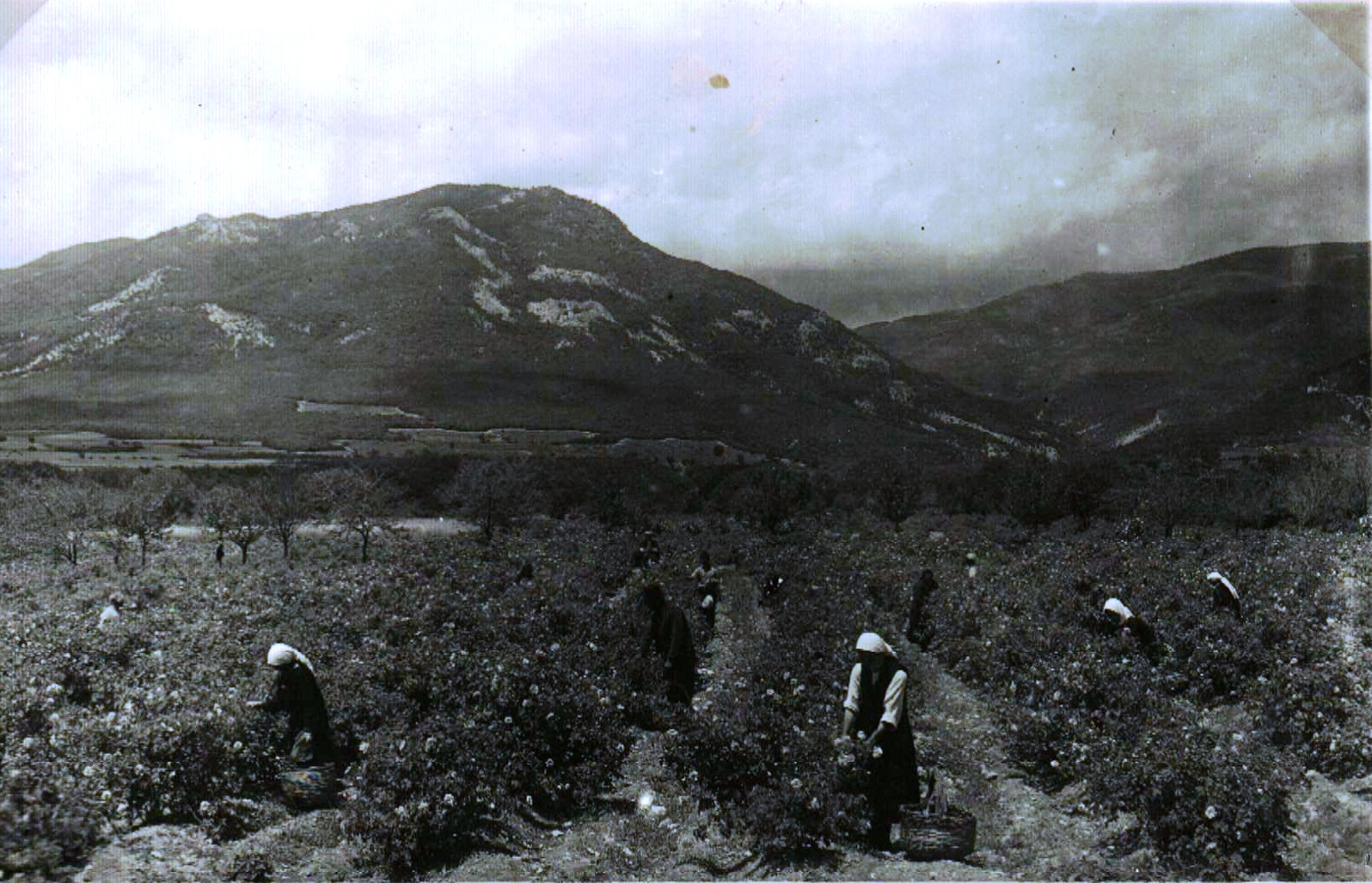
Розовые плантации, начало XX века

Доли́на роз (болг. Ро́зова долина́) — область в Болгарии, расположенная к югу от Балканских гор и к северу от массива Средна-Гора. На территории Долины роз находится город Казанлык. Название возникло в середине XIX века от традиционного промысла по разведению масличной розы. Регион славится производством розового масла, является туристической достопримечательностью.

## Географическое положение
Долина роз образована двумя речными долинами — реки Стрямы на западе и реки Тунджи на востоке, расположенными соответственно в Карловской и Казанлыкской котловинах. Восточная часть региона площадью 1895 км2 расположена на высоте около 350 метров над уровнем моря и простирается на 95 км в длину, 10—12 км в ширину. В восточной части находится город Казанлык. Западная часть, с городами Карлово и Калофер, занимает площадь 1387 км2, 55 км в длину и до 16 км в ширину. Регион характеризуется умеренно континентальным климатом с долгой мягкой весной, умеренно тёплым летом, холодной осенью и мягкой зимой, коротким периодом снежного покрова. В долине умеренно богатые почвы и мягкая вода, достаточное количество солнечных дней, высокая влажность воздуха в мае и июне, обильная утренняя роса — эти условия наилучшим образом подходят для выращивания масличных роз.
В Казанлыке, считающемся столицей Долины роз, имеется историко-этнографический комплекс «Башня», где туристы могут наблюдать примитивное розоварение и опробовать продукты с масличной розой.

## Розовые плантации

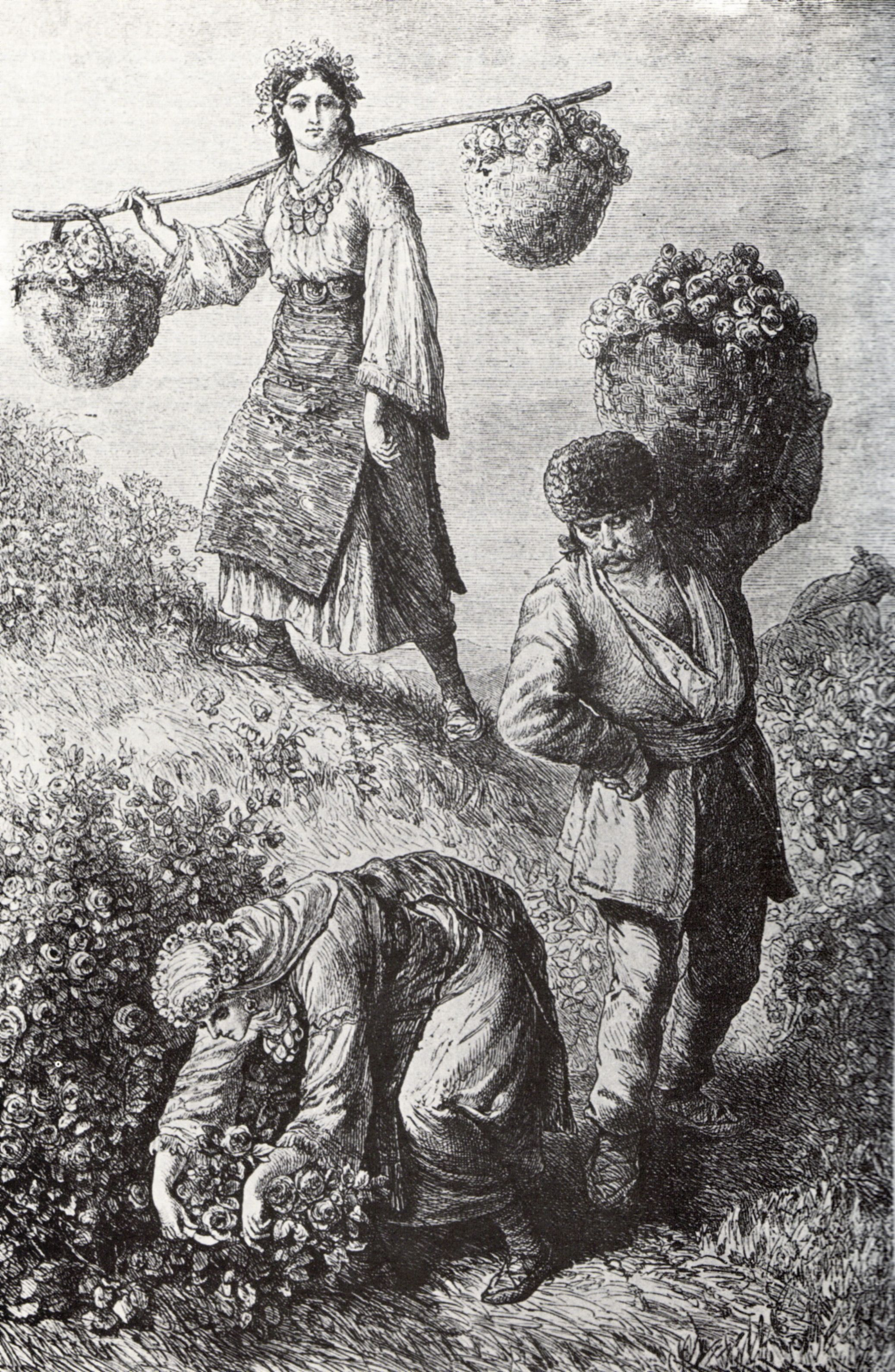
Сбор урожая (1870 год)

Долина роз славится выращиванием роз промышленного назначения и считается одним из символов Болгарии. Здесь на протяжении веков выращивали дамасскую розу (Rosa damascena), из которой путём перегонки и других процессов получают розовое масло, которое широко применяется в фармации, парфюмерии и других отраслях.
Дамасская роза завезена в Болгарию из Персии в XIII веке. Под влиянием уникальных климатических и почвенных условий здесь образовалась особая разновидность — казанлыкская роза (Rosa damascenа var. trigintipetala), отличающаяся от других масличных роз, культивирующихся в других странах.
Первые промышленные насаждения появились в регионе в конце XVI века. Документальные свидетельства о начале производства розового масла в Клисуре относятся к 1800 году. 
Ещё до освобождения Болгарии от османского ига в 1878 году в стране было около 10 000 гектаров розовых насаждений, производство розового масла достигало 1000 кг в год. 
Наибольшую популярность производство розового масла Болгария получает в конце XIX и начале XX века, когда розовое масло было признано незаменимым ингредиентом для продукции парфюмерной, косметической и фармацевтической промышленности. В Долине роз сложились три крупных центра по производству роз — Карлово, Казанлык и Калофер, основными производителями роз и розового масла были семейные предприятия Шипковых, Кидовых и Бончевых.
Самые большие плантации содержались перед Первой мировой войной — около 90 000 гектаров. В послевоенные годы в розовые поля сократились втрое, а в результате экономического кризиса 1930-х годов были почти уничтожены. После Второй мировой войны была принята государственная политика восстановления и развития розовых садов в Долине роз, в ходе которой частные компании были национализированы. По состоянию на 1980 год в этой местности было сосредоточено до 3/4 насаждений масличной розы в Болгарии.
В 1906 - 1907 гг. в Казанлыке была создана опытная сельскохозяйственная станция (прекратившая деятельность в 1908 году). В 1924 году в Долине роз было создано опытное поле (на основе которого в дальнейшем был создан Институт розы, эфиромасличных и лекарственных культур). В 1967 году при институте розы и эфиромасличных культур в городе Казанлык была создана экспозиция, в 1969 году выделенная в специализированный Музей розы. С 1903 года в начале лета в Долине роз ежегодно отмечают праздник розы.

## Ледник Долина роз
В честь Долины роз назван ледник на полуострове Варна антарктического острова Ливингстон в архипелаге Южные Шетландские острова.